# Liste der Schriften von Max Frisch
Die Liste der Schriften von Max Frisch ist ein Verzeichnis auf der Basis der autorisierten Ausgabe von Gesammelte Werke in zeitlicher Folge. Jubiläumsausgabe 1931–1985. In einem weiteren Abschnitt finden sich Werke, die nicht in die Gesammelten Werke aufgenommen wurden oder die später als 1985 bzw. postum erschienen sind.

## Gesammelte Werke in zeitlicher Folge
Max Frischs Gesammelte Werke in zeitlicher Folge sind in mehreren Varianten erschienen (wobei Buch- und Taschenbuchausgaben textidentisch sind):
- Gesammelte Werke in zeitlicher Folge, hg. v. Hans Mayer unter Mitwirkung von Walter Schmitz, Frankfurt am Main: Suhrkamp 1976
  - in sechs Bänden, Leinen [nummeriert in römischen Zahlen]
  - Taschenbuch-Ausgabe: 12 Teilbände in Kassette (= werkausgabe edition suhrkamp) [nummeriert sowohl in römisch-arabischen Zahlen (z. B. „Band VI,2“) als auch in arabischen Zahlen (z. B. „wa 12“)]
- 1986 erschienen zum 75. Geburtstag von Frisch ein einzeln erhältlicher Erweiterungsband und die Ausgaben:
  - Gesammelte Werke in zeitlicher Folge. Jubiläumsausgabe in sieben Bänden 1931–1985, hg. v. Hans Mayer unter Mitwirkung von Walter Schmitz und unter Mitarbeit von Johann S. Koch (Band sieben). Frankfurt am Main: Suhrkamp 1986 [römisch nummeriert]
  - Taschenbuchausgabe in 7 Bänden (= suhrkamp taschenbuch st 1401–1407) [arabisch nummeriert]

Titel in [eckigen Klammern] sind von den Herausgebern.

### Band I,1 (01) (1931–1944)
- Kleine Prosaschriften (1931–1939), S. 5
  - Mimische Partitur? (1931), S. 7
  - Was bin ich? (I) (1932), S. 10
  - Was bin ich? (II) (1932), S. 16
  - Er liebt die Greta Garbo (1932), S. 19
  - Wir bauen eine Straße (1932), S. 22
  - Freunde und Fremde (1932), S. 27
  - [Besprechung von: Marieluise Fleißer. Andorranische Abenteuer] (1932), S. 32
  - Frohe Festtage: hinter dem Schalter gesehen. Notizen (1933), S. 34
  - Ungarische Skizzen (1933), S. 39
  - Wenn Frauen verhüllt sind. Brief aus Sarajewo (1933), S. 46
  - Klosterbesuche (1933), S. 50
  - Glück in Griechenland (1933), S. 57
  - „Morath verwirklicht einen Traum“. Zum neuen Roman von Max Rene Hesse (1933), S. 66
  - Mundart (1934), S. 69
  - Knipsen oder sehen? (1934), S. 70
  - [Besprechung von: Carl Zuckmayer. Eine Liebesgeschichte] (1934), S. 75
  - Kleine Erinnerung (1934), S. 76
  - Der unbelesene Bücherfreund. Ein Plädoyer (1935), S. 80
  - Kleines Tagebuch einer deutschen Reise (1935), S. 84
  - Ist Kultur eine Privatsache? Grundsätzliches zur Schauspielhausfrage (1938), S. 98
  - Splitter (1939), S. 105
- Blätter aus dem Brotsack (1939), S. 111
- Kleine Prosaschriften (1940–1943), S. 175
  - [Besprechung von: Albin Zollinger. Pfannenstiel] (1940), S. 177
  - „Der Messias“. Der neue Roman von Alfred Funkhäuser (1940), S. 180
  - Skizzen (1941), S. 184
  - Vom Starrsinn der Alten (1941), S. 188
  - Kunst der Erwartung. Anmerkungen eines Architekten (1941), S. 189
  - Albin Zollinger – Zu seinem Gedächtnis (1941), S. 197
  - [Besprechung von: A. J. Welti. Wenn Puritaner jung sind] (1942), S. 203
  - Albin Zollinger als Erzähler. Zu seinem Todestag am 7. November (1942), S. 206
  - Vom Arbeiten (1943), S. 214
  - Von der guten Laune und vom Ernst der Zeit (1943), S. 220
- Jürg Reinhart. Eine sommerliche Schicksalsfahrt. Roman (1933/34), S. 225

### Band I,2 (02) (1931–1944)
- Die Schwierigen oder J’adore ce qui me brûle. Roman (1942. 1957), S. 387
  - I. Hinkelmann oder Ein Zwischenspiel, S. 389
  - II. Turandot oder Das Heimweh nach der Gewalt, S. 417
  - III. J’adore ce qui me brûle oder Die Entdeckung, S. 481
  - IV. Anton, der Diener oder Das wirkliche Leben, S. 550
- Bin oder Die Reise nach Peking (1944), S. 601–659

### Band II,1 (03) (1944–1949)
- Santa Cruz. Eine Romanze (1944), S. 5
  - [Zu Santa Cruz] (1946), S. 76
- Nun singen sie wieder. Versuch eines Requiems (1945), S. 79
  - [Zu Nun singen sie wieder] (1946), S. 137
- Die Chinesische Mauer. Eine Farce (1946. 1972), S. 139
  - Wo spielt unser Stück? Brief an die Darstellerin einer Nebenrolle (1946), S. 217
  - Zur Chinesischen Mauer (1955), S. 220
  - Chinesische Mauer 1965, S. 226
- Als der Krieg zu Ende war. Schauspiel (1947/48. 1962), S. 229
  - [Zur Inszenierung von Als der Krieg zu Ende war] (1962), S. 277
  - [Nachwort zu Als der Krieg zu Ende war] (1948), S. 278
- Kleine Prosaschriften (1945–1949), S. 283
  - Uber Zeitereignis und Dichtung (1945), S. 285
  - Notizen über Geträumtes (1945), S. 290
  - Verdammen oder verzeihen? Ein Brief an Bi, den Verfasser des Leitartikels in der NZZ vom 23.5.1945 (1945), S. 292
  - Stimmen eines anderen Deutschland? Zu den Zeugnissen von Wiechert und Bergengruen (1946), S. 297
  - Das Schlaraffenland, die Schweiz (1946), S. 312
  - Kleines Nachwort zu einer Ansprache von Thomas Mann (1947), S. 319
  - Aus einem Tagebuch. Für Hermann Hesse (1947), S. 323
  - Zu Bert Brecht: Furcht und Elend des Dritten Reiches (1947), S. 326
  - [Rede für Bertolt Brecht] (1948), S. 330
  - Theater ohne Illusion (1948), S. 332
  - Kultur als Alibi (1949), S. 337
  - Friedrich Dürrenmatt. Zu seinem neuen Stück „Romulus der Große“ (1949), S. 344

### Band II,2 (04) (1944–1949)
- Tagebuch 1946–1949, S. 347–755

### Band III,1 (05) (1949–1956)
- Graf Öderland. Eine Moritat in zwölf Bildern (1949/51. 1961), S. 5
  - Zu „Graf Öderland“ (1956), S. 90
  - Werkbericht (1961), S. 92
- Don Juan oder Die Liebe zur Geometrie. Komödie in fünf Akten (1952/53. 1961), S. 95
  - Nachträgliches zu „Don Juan“ (1953), S. 168
- Kleine Prosaschriften (1951–1954), S. 177
  - Spanien – Im ersten Eindruck (1951), S. 179
  - Orchideen und Aasgeier. Ein Reisealbum aus Mexico. Oktober/November 1951, S. 196
  - Unsere Arroganz gegenüber Amerika (1953), S. 222
  - Cum grano salis. Eine kleine Glosse zur schweizerischen Architektur (1953), S. 230[1]
  - Begegnung mit Negern. Eindrücke aus Amerika (1954), S. 243
- Der Laie und die Architektur. Ein Funkgespräch (1954), S. 261
- Achtung: Die Schweiz. Ein Gespräch über unsere Lage und ein Vorschlag zur Tat (1954), S. 291
- Kleine Prosaschriften (1955–1956), S. 341
  - Brecht als Klassiker (1955), S. 343
  - Wer liefert ihnen denn die Pläne? (1955), S. 346
  - Vom Umgang mit dem Einfall (1956), S. 355

### Band III,2 (06) (1949–1956)
- Stiller. Roman (1953/54), S. 359
- Rip van Winkle. Hörspiel (1953), S. 781–835

### Band IV,1 (07) (1957–1963)
- Homo faber. Ein Bericht (1955/57), S. 5
- Kleine Prosaschriften (1957–1963), S. 205
  - Rede an junge Lehrer. Gehalten bei Anlaß einer Diplomfeier (1957), S. 207
  - Taschenbücher (1957), S. 217
  - [Festrede zum Nationalfeiertag am 1. August 1957], S. 220
  - Varlin (1958), S. 226
  - Emigranten. Rede zur Verleihung des Georg-Büchner-Preises 1958, S. 229
  - Öffentlichkeit als Partner (1958), S. 244
  - Peter Suhrkamp (1959), S. 253
  - Die Schweiz ist ein Land ohne Utopie (1960), S. 258
  - [Antwort auf die Umfrage: Wie soll man neue Theater bauen?] (1960), S. 260
  - Unsere Gier nach Geschichten (1960), S. 262
  - Nachruf auf Albin Zollinger, den Dichter und Landsmann, nach zwanzig Jahren (1961), S. 265
  - „Exposé zum Wettbewerb für einen Neubau des Schauspielhauses Zürich“ (1963), S. 272

### Band IV,2 (08) (1957–1963)
- Herr Biedermann und die Brandstifter. Hörspiel (1952), S. 275
- Biedermann und die Brandstifter. Ein Lehrstück ohne Lehre (1957), S. 325
- Nachspiel „zu Biedermann und die Brandstifter“ (1958), S. 391
- Die große Wut des Philipp Hotz. Ein Schwank (1958), S. 417
  - [Nachbemerkungen zu Biedermann und Hotz] (1958), S. 454
  - [Zum Bühnenbild des Hotz] (1958), S. 459
- Andorra. Stück in zwölf Bildern (1957/61), S. 461
  - [Anmerkungen zu Andorra] (1961), S. 561
  - Notizen von den Proben (1962), S. 562–571

### Band V,1 (09) (1964–1967)
- Mein Name sei Gantenbein. Roman (1960/64), S. 5

### Band V,2 (10) (1964–1967)
- Kleine Prosaschriften (1964–1966), S. 321
  - Ich schreibe für Leser. Antworten auf vorgestellte Fragen (1964), S. 323
  - Teo Otto (1964), S. 335
  - Der Autor und das Theater. Rede auf der Frankfurter Dramaturgentagung 1964, S. 339
  - Rede zum Tod von Kurt Hirschfeld (1964), S. 355
  - [Jerusalempreis-Rede] (1965), S. 360
  - Schillerpreis-Rede, S. 362
  - Unbewältigte schweizerische Vergangenheit (1965), S. 370
  - Überfremdung 1 (1965), S. 374
  - Überfremdung 2 (1966), S. 377
- Zürich-Transit. Skizze eines Films (1965), S. 401
- Kleine Prosaschriften (1966–1967), S. 453
  - Endlich darf man es wieder sagen. Eine Antwort an Emil Staiger (1966), S. 455
  - Postscriptum (1967), S. 463
  - Hinweis auf Ludwig Hohl, S. 465
  - Skizze. [Zu Günter Eich] (1967), S. 466
  - Griechenland 1967 (unter anderem) und wir (1967), S. 469
  - Illusion zweiten Grades (1967), S. 476
- Biografie: Ein Spiel. (1966/67), S. 481
  - [Anmerkungen zu Biografie] (1967), S. 579
  - In eigener Sache (1968), S. 581

### Band VI,1 (11) (1968–1975)
- Tagebuch 1966–1971, S. 5

### Band VI,2 (12) (1968–1975)
- Wilhelm Tell für die Schule (1970), S. 405
- Kleine Prosaschriften (1968–1974), S. 471
  - Jemand hat sich geirrt (1968), S. 473
  - Zurück zum Kalten Krieg? (1968), S. 476
  - [Rede nach der Besetzung der Tschechoslowakei] (1968), S. 479
  - [Nachwort zu: Andrej D. Sacharow. Wie ich mir die Zukunft vorstelle] (1968), S. 484
  - Wie wollen wir regiert werden? (1968), S. 494
  - Rede zum Zürcher Debakel (1969), S. 500
  - So wie jetzt, geht es nicht (1971), S. 503
  - G. H. Zur Person (1972), S. 507
  - Die Schweiz als Heimat? Rede zur Verleihung des Großen Schillerpreises (1974), S. 509
  - Offener Brief an den Schweizerischen Bundesrat (1974), S. 519
  - Fragment aus einer Erzählung (1974), S. 522
- Dienstbüchlein (1973), S. 535
- Montauk. Eine Erzählung (1974/75), S. 617
- Kleine Prosaschriften (1975), S. 755
  - Notizen von einer kurzen Reise nach China 28.10. bis 4.11.1975, S. 757–784

### Band VII [13] (1976–1985)
- Kleine Prosaschriften (1976–1984), S. 5
  - Wir hoffen. Rede zur Verleihung des Friedenspreises des deutschen Buchhandels 1976, S. 7
  - Haben wir eine demokratische Öffentlichkeit? Rede vor dem Parteitag der Sozialdemokratischen Partei der Schweiz 1976, S. 20
  - Vorwort zu: Lew Kopelew „Verbietet die Verbote!“ (1976), S. 25
  - Rede vor den Delegierten des SPD-Parteitages „Hamburg 1977“, S. 34
  - [Zum Terrorismus. Bei der Entführung Aldo Moros] (1978), S. 40
  - Laudatio auf Alfred Andersch (1979), S. 42
  - Als Gulliver die Schweiz besuchte (1979), S. 53
  - Die politische Repression. Vortrag anläßlich des 35. Verbandstages des VPOD in Interlaken 1979, S. 59
  - Laudatio auf Peter Bichsel (1981), S. 69
  - Rede zum Tod von Peter Noll (1982), S. 74
  - Mein Verleger (1984), S. 80
  - Rede an junge Ärztinnen und Ärzte (1984), S. 82
- Triptychon. Drei szenische Bilder (1976/79), S. 93
- Der Mensch erscheint im Holozän. Eine Erzählung (1972/79), S. 205
- Blaubart. Eine Erzählung (1981/82), S. 301
- Anhang, S. 405
  - Die Neufassung von Biografie: Ein Spiel (1984), S. 408
  - Anmerkungen zu Band VII, S. 495
  - Titelregister zu den Bänden I-VII, S. 501
  - Veröffentlichungen von Max Frisch, S. 507
  - Übersetzungen der Werke von Max Frisch, S. 535
  - Gesamtinhaltsverzeichnis, S. 549

## Weitere Veröffentlichungen

### Zu Frischs Lebzeiten
- Antwort aus der Stille. Erzählung. Deutsche Verlags-Anstalt, Stuttgart 1937
- Schweiz ohne Armee? Ein Palaver. Limmat, Zürich 1989

### Postume Veröffentlichungen
- Jetzt ist Sehenszeit. Briefe, Notate, Dokumente 1943–1963. Im Auftrag der Max Frisch-Stiftung hg. von Julian Schütt. Suhrkamp, Frankfurt am Main 1998, ISBN 3-518-40981-6
- Max Frisch/Friedrich Dürrenmatt. Briefwechsel. Hrsg. von Peter Rüedi. Diogenes, Zürich 1998, ISBN 3-257-06174-9 (als Taschenbuch: ISBN 3-257-23289-6)
- Max Frisch/Uwe Johnson. Briefwechsel 1964–1983. Hrsg. von Eberhard Fahlke. Suhrkamp, Frankfurt am Main 1999, ISBN 3-518-40960-3 (als Taschenbuch: ISBN 3-518-39735-4)
- Im übrigen bin ich immer völlig allein. Briefwechsel mit der Mutter 1933, Berichte von der Eishockey-Weltmeisterschaft in Prag, Reisefeuilletons. Hg. von Walter Obschlager. Suhrkamp, Frankfurt am Main 2000, ISBN 3-518-41156-X
- Journalistische Arbeiten 1931–1939. Hg. von Carsten Niemann unter Mitwirkung von Walter Obschlager. Niedersächsisches Staatstheater, Hannover 2001, ISBN 3-931266-07-9
- Schwarzes Quadrat. Zwei Poetikvorlesungen. Hrsg. von Daniel de Vin unter Mitarbeit von Walter Obschlager. Mit einem Nachwort von Peter Bichsel. Suhrkamp, Frankfurt am Main 2008, ISBN 978-3-518-41999-1
- Entwürfe zu einem dritten Tagebuch. Hrsg. und mit einem Nachwort von Peter von Matt. Suhrkamp, Frankfurt am Main 2010, ISBN 978-3-518-42130-7
- Helen Wolff, Max Frisch. Briefwechsel 1984–1990. In: Sinn und Form 1/2012, S. 102–128 [einleitend: Marion Detjen: Spiritual Companionship. Max Frisch und Helen Wolff. In: Sinn und Form 1/2012, S. 91–101].
- Aus dem Berliner Journal. Hrsg. von Thomas Strässle unter Mitarbeit von Margit Unser. Suhrkamp, Frankfurt am Main 2014, ISBN 978-3-518-42352-3
- Ignoranz als Staatsschutz? Hrsg. von David Gugerli und Hannes Mangold. Suhrkamp, Berlin 2015, ISBN 978-3-518-42490-2.